# Rennenbergkreuz

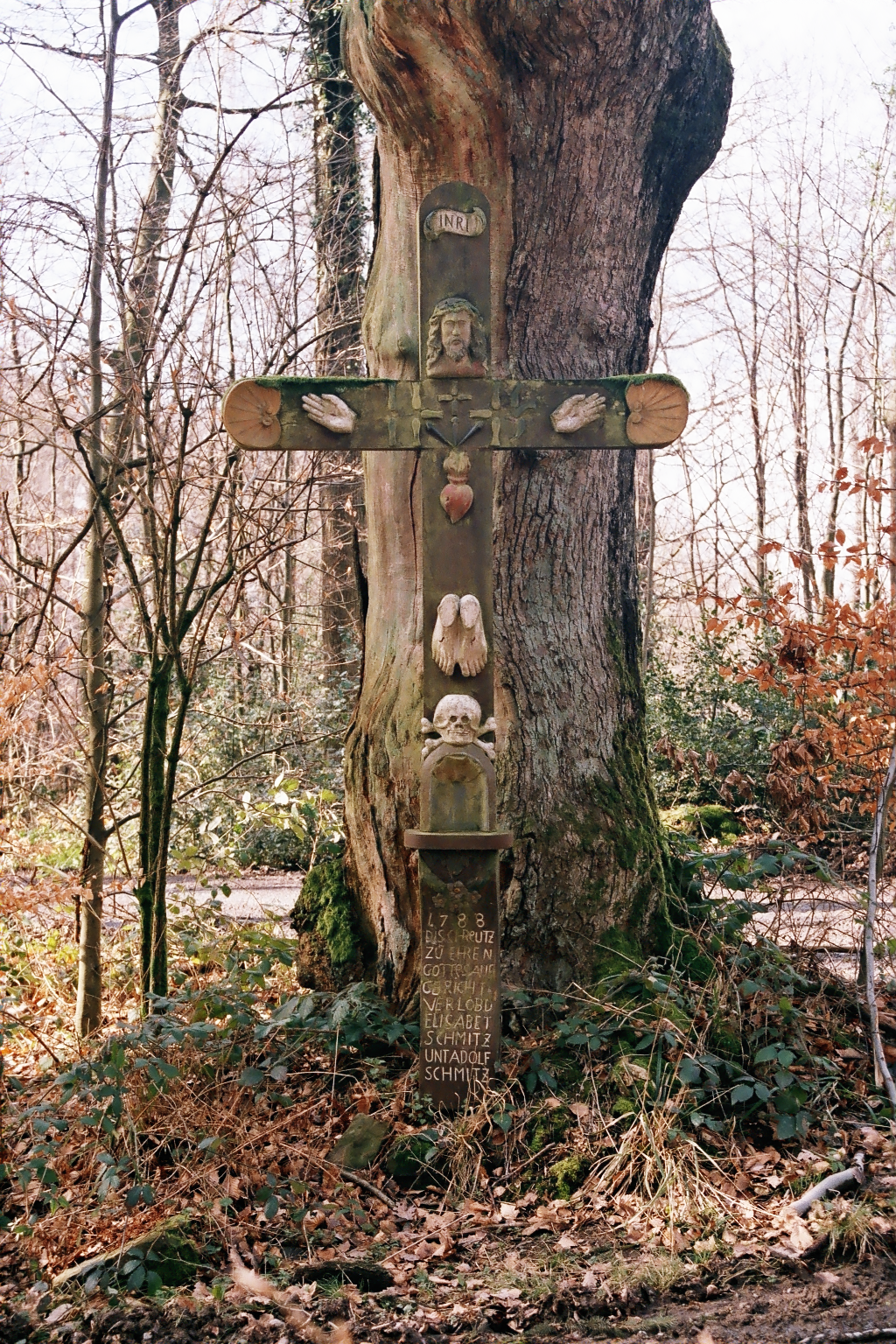
Rennenbergkreuz im Jahr 2007. Der Weg im Hintergrund führt links zur Rennenburg.

Das Rennenbergkreuz ist ein hölzernes Wegekreuz aus dem 18. Jahrhundert. Es steht auf dem Rennenberg in der Gemeinde Ruppichteroth in Nordrhein-Westfalen.

## Lage
Vor Jahren, als die Täler der Bröl und des Derenbachs noch versumpft und kaum passierbar waren, war Winterscheid von Hennef aus nur über den an der Südflanke des Rennenbergs aufsteigenden und dann über den Höhenrücken laufenden Pfad zu erreichen. Da, wo dieser aus dem Tal des Derenbachs heraufkommende Weg auf den Höhenweg trifft, der rechts nach Winterscheid und links zur Rennenburg führt, steht unter einer alten Eiche das Rennenbergkreuz.

## Ausführung
Das Kreuz weist mehrere christliche Symbole auf, die als aufgesetzte Schnitzereien ausgeführt und farblich hervorgehoben sind: Am Kopf des Kreuzes befindet sich in einem Spruchband der Kreuztitel INRI, darunter der Kopf Jesu Christi mit der Dornenkrone. Auf dem Querbalken, unterhalb der Vierung und auf dem Kreuzschaft sind die „Heiligen fünf Wundmale“ dargestellt: die durchbohrten Hände und Füße und das mit drei Nägeln verwundete Herz. Am Kreuzfuß symbolisiert schließlich der Totenschädel mit zwei gekreuzten Beinknochen die Vergänglichkeit der irdischen Existenz des Menschen.
Die Enden des Querbalkens sind mit großen muschelartigen Appliken geschmückt.
Die Sakramentsnische über dem Sockel deutet auf eine Verwendung als Stationsaltar bei Fronleichnams- oder Flurprozessionen hin.

## Inschrift
Die Inschrift auf dem Sockel gibt über das Entstehungsjahr, das Motiv für seine Aufstellung und die Veranlasser Aufschluss:
1788

DIS CHREUTZ

ZU EHREN

GOTTES AUF

GERICHT

VERLOBD

ELISABET

SCHMITZ

UNT ADOLF

SCHMITZ
Die Aufstellung solcher Kreuze erfolgte oftmals, um den Dank für die Erfüllung eines besonderen Wunsches auszudrücken. Richard Jilka vermutet aufgrund der Namensgleichheit der beiden Verlobten, dass sie Blutsverwandte waren, die nach kirchlichem Recht nicht heiraten durften. Grund für die Aufstellung des Kreuzes könnte also der endlich, nach langer Bearbeitungszeit erhaltene kirchliche Dispens des Generalvikariats in Köln gewesen sein. Allerdings war diese Ausnahme von der Regel keineswegs so selten: In Teilen des Bergischen Landes wurden bis ins 19. Jahrhundert in rund einem Drittel der Fälle Ehen unter nahen Verwandten geschlossen, Folge der ländlichen Abgeschiedenheit dieser Regionen und der fehlenden Mobilität ihrer Bewohner.

## Überlieferung

Das Kreuz im 19. Jahrhundert

Der Volksmund erzählt sich zu diesem Kreuz folgende Sage, die der Kölner Lehrer Rosenthal 1899 niedergeschrieben hat:

„Ein Jäger streifte einst durch den Hochwald des Höhenzuges, hatte aber kein Glück, denn mit keinem seiner Schüsse traf er ein Ziel. Erschöpft erreichte er im Licht der untergehenden Sonne das Rennenbergkreuz und ließ sich zur Rast nieder – enttäuscht über sein Pech und wissend, welchem Spott er wegen seiner Erfolglosigkeit bei der Heimkehr ausgesetzt sein würde.
Die Sonne warf blutrote Lichtbündel durch das Geäst der Eiche auf Jäger und Kreuz, als mit einem Mal ein verirrtes Reh über den Pfad sprang. Doch wieder war das Glück dem Jäger nicht hold: das Reh war verschwunden, noch ehe er seine Büchse hochgerissen hatte. Darum stieg nun eine fürchterliche Wut in ihm auf und er legte auf das Kreuzbild an und rief: ‚Und kann ich sonst nichts treffen, dich werde ich nicht verfehlen!‘ Der Schuss fiel, der Jäger fluchte, doch unversehrt stand das Kreuz da, von den Strahlen der Abendsonne umkränzt. Noch einmal zielte der Jäger auf das Kreuz, die letzte Kugel war es ihm wert, wahnsinnig vor Wut blickte er in das durch die Äste flackernde Licht der tiefstehenden Sonne. Der Schuss krachte, doch vom Schlag getroffen lag der frevelnde Jäger zu Füßen des Kreuzes, die Büchse im Tode noch krampfhaft umklammert. Sanft deckte ihn der Schatten des Kreuzes zu.
Seitdem hört der nächtens über die Höhen des Rennenbergs ziehende Wanderer manches Mal ein tolles Jagen im Wald, denn der wilde Jäger findet im Grabe keine Ruhe, sondern ist dazu verdammt, bis zum jüngsten Tag im Dunkel der Nacht den Forst zu durchstreifen.“

## Das Kreuz heute
Das Rennenbergkreuz wurde im Jahre 1975 auf Anregung der Gräfin Marina Droste zu Vischering von Nesselrode-Reichenstein restauriert. Dabei wurden die aufgesetzten Schnitzereien ausgebessert oder neu angefertigt, außerdem wurde der Kreuzbalken aus einem Eichenstamm erneuert. Die ursprünglich vorhandene dachartige Verbindung der Balkenenden wurde nicht wiederhergestellt. 
Bei einer erneuten Restaurierung um 2018/19, die notwendig geworden war, nachdem die Eiche während des Sturmes Friederike das Kreuz unter sich begraben hatte, wurde auch die Verdachung rekonstruiert.
Das Kreuz ist unter der lfd. Nr. 11 in die Baudenkmalliste der Gemeinde Ruppichteroth eingetragen.